# Mátray Júlia
Mátray Júlia, olykor Mátray Laura, született: Szaplonczay Laura (Németnagyszentmiklós, 1841. – Budapest, Erzsébetváros, 1904. április 13.) színésznő.

## Élete
Szaplonczay Mihály és Bartha Mária leányaként született. Mostohaapja, Mátray István igazgatása alatt már hétéves korában színpadra lépett Pály Elek társulatánál. 1854. január 23-án fellépett a Nemzeti Színházban, a Hazatértekben. Ez év február 8-án a Hölgyfutár így ír róla: »Ujra bebizonyítá, miszerint a színipályára elvitázhatatlan hatással bír, költői alakja s az érzés, mi hangján átrezg, igen szerencsés adományok«. Tagja volt a Budai Népszínháznak is. Itt érte el művészetének legmagasabb fokát. Az 1850-es években Gócs Ede, 1858 és 1866 között Molnár György társulatában szerepelt. Ezt követően Kolozsvárott játszott, majd 1871-től a Buda-szabadkai együttes tagja volt. 1859-ben férjhez ment Szép József színészhez. Többször volt vendégszereplő a Nemzeti Színházban, nyaranta pedig a Budai Népszínházban vállalt szerepeket Szép Józsefné néven. A korabeli sajtóban tehetségét összevetették Prielle Kornéliáéval, Munkácsi Flóráéval is. Gróf Ráday intendáns többször hívta a Nemzeti Színházhoz, azonban miután 1871-ben férjhez ment Gyöngyösy János kereskedelmi miniszteri tanácsoshoz, az ajánlatot nem fogadta el s csak néha lépett fel mint vendég, majd 1877 októberében végleg visszavonult a színészettől. 1904. április 12-én hunyt el tüdőgyulladásban, életének 63., házasságának 33. évében. Örök nyugalomra helyezték 1904. április 14-én délután a református egyház szertartása szerint.
Nővére Mátray Mari színésznő, akivel 1854. január 23-án együtt vendégszerepeltek a Nemzeti Színházban. 1862-ben Szabadkán működött. Ez év április 9-én újra meghívták a Nemzeti Színházhoz vendégszereplésre. Ekkor A falusiak Irma szerepét játszotta. 1864. március 28-ától Molnár György Budai Népszínházának volt a tagja.

## Főbb szerepei
- Esmeralda (Hugo: A Notre Dame-i toronyőr)
- Gauthier Margit (Dumas: Kaméliás hölgy)
- Júlia (Shakespeare: Rómeó és Júlia)
- Lecouvreur Adrienne (Scribe–Legouvé)
- Maritana (Don Caesar)
- Rózsi (Cigány)
- Ayda (IV. László)